# Matswanismo
El Matswanismo  (del francès matswanisme / matsuanisme ) es una asociación política fundada en el Congo Francés por Andreu Matswa en la década de 1920 y que evolucionó hasta convertirse en un movimiento religioso/político después de la muerte de Matswa en 1942.

## Trasfondo
Bajo los regímenes coloniales en el Congo Belga y el Congo Francés, surgieron movimientos religiosos que apoyaban el nacionalismo congoleño desde muy temprano, especialmente en la zona del Pool Malebo. En el Congo Belga, las autoridades enfrentaron el mesianismo de Simón Kimbangu a partir de 1921. Kimbangu fue condenado a muerte, pero el rey Alberto I conmutó su sentencia por cadena perpetua, y murió en prisión en 1951. Tras su arresto, su familia y seguidores fundaron oficialmente la Iglesia Kimbanguista, que más tarde se unió al Consejo Mundial de Iglesias.
Simón Pierre M'padi, quien afirmaba ser discípulo de Kimbangu, huyó del Congo Belga hacia el Congo Francés, donde en 1939 fundó el movimiento Kakist. En agosto de 1949, M'padi fue detenido en Mindouli y entregado a las autoridades belgas.
Sin embargo, el movimiento religioso congoleño más poderoso fue el matswanismo, fundado por André Matswa "Grenard", un antiguo sargento Tirailleur y contador de servicios públicos en el departamento de Sena. En 1926, creó la Amicale des Originaires de l'A.E.F., una sociedad de ayuda mutua para las personas de África Ecuatorial Francesa, y, a su regreso a África, criticó de manera más o menos abierta al régimen colonial durante un encuentro con sus seguidores. Fue arrestado en 1929 y deportado al Chad francés al año siguiente. Murió en abril de 1942 en la prisión de Mayama.

Tras su muerte, en 1942, los matswanistas presentaron a Matswa como un profeta y continuaron con la resistencia. La administración colonial nunca logró desmantelar este movimiento de resistencia. A finales de la década de 1950, el conflicto cada vez más intenso entre los matswanistas y las autoridades coloniales se entrelazó con el proceso de transición política que llevó, en 1960, a la independencia.
Les Temps Modernes 2017/2-3 (n° 693-694), pp. 195–220

Tras la independencia, políticos congoleños de diversas ideologías intentaron aprovechar la popularidad de Matsoua, entre ellos los presidentes Abbé Fulbert Youlou, Alphonse Massamba-Débat y Denis Sassou-Nguesso, así como el líder insurgente Bernard Kolélas. En Kinkala se erige una estatua en su honor.